# David B. Goodstein
David B. Goodstein   (Denver, 6 de juny de 1932 - San Diego, 22 de juny de 1985) va ser l'editor de la revista The Advocate i un influent portaveu en nom de les persones i causes LGBT.

## Primers anys i carrera professional
Goodstein va néixer a Denver el 1932. Es va graduar a la Universitat Cornell el 1954, va passar dos anys a l'exèrcit dels Estats Units i va obtenir el títol de Bachelor of Laws per la Columbia Law School. Després d'exercir breument el dret penal a Nova York, va esdevenir banquer d'inversions de Wall Street i va cofundar Compufund, un dels primers fons d'inversió a utilitzar l'anàlisi estadística amb ordinadors. Es va involucrar activament en causes socials, formant part de les juntes del Grand Street Settlement i de les united settlement houses de Nova York. També era genet aficionat, propietari i expositor de cavalls de la raça American Saddlebred, i un àvid col·leccionista d'art.

## Activisme LGBT
Goodstein es va traslladar a Califòrnia el 1971 per treballar en un banc, però va ser acomiadat quan un executiu del banc va saber que era gai. Es va involucrar activament en la política i en el moviment pels drets dels homosexuals, i va fer pública la seva sexualitat. Va ser fonamental en l'aprovació de la Llei sobre el consentiment sexual d'adults, va ajudar a fundar el Gay Rights National Lobby el 1976 i va cofundar l'entitat Concerned Voters of California per ajudar a derrotar l'intent de prohibir els professors LGBT a les escoles públiques el 1978. Goodstein va fundar i presidir la Fundació Whitman-Radclyffe per a persones LGBT que lluiten contra l'abús de drogues i també va construir una xarxa nacional de recaptadors de fons gais. Es va convertir en el primer home obertament gai nomenat pel governador Jerry Brown després d'unir-se al seu Consell Assessor sobre Desenvolupament Econòmic. També va formar part del Consell Nacional de Finances del Partit Demòcrata, del Comitè Central Demòcrata de l'Estat de Califòrnia i del Consell de  The Hunger Project.
L'enfocament de Goodstein sobre l'activisme polític LGBT va ser controvertit en el seu moment per ser basat en la classe, limitat en els seus objectius i excloent, a més de projectar una imatge burgesa «respectable». Segons l'historiador Robert O. Self, Goodstein va ser un dels activistes considerats com «una petita camarilla d'elitistes» per altres defensors dels drets LGBT el 1973 per presumptament basar la seva política en lesbianes i gais rics que estaven «aïllats dels homosexuals comuns». Va intentar limitar l'amplitud de la inclusió en una campanya pels drets federals dels homosexuals buscant «suprimir els "espòilers gais"» mantenint-los allunyats dels mitjans de comunicació.
El 1975, Goodstein va comprar The Advocate, i la va convertir en la revista de notícies gais més difosa i influent del país. Era propietari i president de Liberation Publications, propietària de The Advocate i distribuïa altres publicacions. Amb Rob Eichberg, també va llançar una sèrie de seminaris de creixement personal LGBT anomenats Advocate Experience, que més tard es va escurçar a The Experience.
Goodstein va contribuir per crear la Col·lecció de Sexualitat Humana de la Biblioteca de la Universitat Cornell, una de les col·leccions de recerca més importants del seu tipus. Goodstein va ser interpretat per Howard Rosenman a la pel·lícula Milk del 2008 sobre Harvey Milk.
Goodstein va morir a 53 anys a l'Hospital Memorial Sharp de San Diego el 1985 a causa de complicacions relacionades amb un càncer d'intestí. El 2003 va ser nomenat una de les 100 persones més notables vinculades a Cornell.